# Megamphopus lapsii
Megamphopus lapsii är en kräftdjursart. Megamphopus lapsii ingår i släktet Megamphopus och familjen Isaeidae. Inga underarter finns listade i Catalogue of Life.